# Svenskeporten (Riga)
Svenskeporten (lettisk: Zviedru vārti) er den eneste bevarede byport i Letlands hovedstad Riga. Den oprindelige bygning på dette sted opførtes i det 16. århundrede og byggedes ind i Rigas bymur ved Jürgentårnet, en mur der opførtes i perioden fra 1215 til 1234. I 1698, under svenskernes herredømme, opførtes en gennemkørsel i huset af murermester Heinrich Henike, en gennemkørsel som forbinder Torņa iela og Trokšņu iela (Tårngade og Larmgade). Gennemkørslen fik navnet Svenskeporten i 1920'erne, da Letlands Arkitektforening købte bygningen.